# Авиаудары США в Ираке и Сирии в декабре 2019
29 декабря 2019 года Соединённые Штаты нанесли авиаудары по позициям шиитского ополчения «Катаиб Хезболла» в Ираке и Сирии, в результате чего было убито, по меньшей мере, 25 членов ополчения и 55 ранено. Министерство обороны США заявило, что операция была предпринята в ответ на неоднократные нападения на иракские военные базы, на которых размещены силы коалиции, участвующие в операции «Inherent Resolve», в частности, нападение на авиабазу К-1 в Киркуке 27 декабря 2019 года, в результате которого погиб американский гражданский подрядчик.
Шиитское ополчение «Катаиб Хезболла», имеющее связи с Ираном, отрицает какую-либо ответственность за нападения на военные базы США. Правительство Ирака, а также Вооружённые силы Ирака и Иран осудили авиаудары США. 31 декабря 2019 года ополченцы «Катаиб Хезболла» и их сторонники совершили нападение на посольство США в Багдаде. Это, в свою очередь, привело к авиаудару США по международному аэропорту Багдада 3 января 2020 года, в результате которого был убит иранский генерал Касем Сулеймани и командир иракской милиции Абу Махди аль-Мухандис.